# Bundook
Bundook är en ort i Australien. Den ligger i kommunen Gloucester Shire och delstaten New South Wales, i den sydöstra delen av landet, omkring 230 kilometer norr om delstatshuvudstaden Sydney. Orten hade 102 invånare år 2016.
Närmaste större samhälle är Gloucester, omkring 20 kilometer sydväst om Bundook. 